# Movimento dos Nigerinos para a Justiça
Movimento dos Nigerinos para a Justiça (em francês:  Mouvement des Nigériens pour la justice, MNJ) é um grupo militante predominantemente de etnia  tuaregue, do norte do Níger. Entretanto, o MNJ também tem incluído outras etnias nômades dentro desta área, como os tubus e os fulas que também se juntaram ao grupo, que tem lutado contra o governo do Níger desde 2007.
O MNJ reivindica que uma maior parte das receitas da riqueza de urânio do norte do Níger seja investida na região. O Níger é um dos cinco maiores produtores de urânio do mundo. O MNJ também exige uma restrição da área, que será afetada pela expansão das minas de urânio, para proteger o espaço necessário para criar seus animais.